# Superkomórka burzowa

Superkomórka niskoopadowa z okolic Przemyśla. Dobrze widoczny jest tu mezocyklon oraz chmura Cumulonimbus capillatus incus.

Superkomórka burzowa (ang. supercell storm) – rodzaj burzy, którą charakteryzuje wirujący prąd wstępujący powietrza (tzw. mezocyklon).
Superkomórki burzowe to najgroźniejszy typ chmur burzowych: mogą powodować niezwykle ulewne opady, grad wielkości piłeczki golfowej, bardzo porywiste (czasami huraganowe) wiatry, a nieraz nawet niszczycielskie tornada. Superkomórka jest szczególnym rodzajem pojedynczej komórki burzowej, która może utrzymywać się przez wiele godzin i przemierzać setki kilometrów. Chmury tego typu są odpowiedzialne za powstawanie większości tornad (w tym prawie wszystkich silnych) i opadów gradu o dużych rozmiarach. Najwięcej tego typu burz tworzy się w środkowej części Stanów Zjednoczonych w tzw. alei Tornad. Superkomórki występują również w innych rejonach świata, wszędzie tam, gdzie istnieje zagrożenie tornadami (pojawiają się w dużej części Europy, także w Polsce).

## Warunki powstawania superkomórek

### Rozwój burz
Najsilniejsze burze tworzą się w rejonach zderzania się mas powietrza o różnych temperaturach: ciepłego i wilgotnego z chłodniejszym i suchszym. W umiarkowanych szerokościach geograficznych półkuli północnej do takiej sytuacji dochodzi zazwyczaj wiosną i latem przy obecności układu niżowego, w „ciepłym” (południowym lub południowo-wschodnim) sektorze niżu przed linią frontu chłodnego. Głęboka konwekcja zachodzi w niestabilnej atmosferze, gdzie energia potencjalna dostępna konwekcyjnie jest zamieniana na energię kinetyczną ruchu wznoszącego się powietrza. Do zaistnienia dużej niestabilności potrzebna jest obecność ciepłego i wilgotnego powietrza blisko powierzchni ziemi oraz duży pionowy gradient temperatury w okolicy (temperatura powietrza w troposferze spada szybko wraz z wysokością).
Zazwyczaj potrzebny jest jeszcze mechanizm, który umożliwi uniesienie powietrza znad powierzchni ziemi do poziomu swobodnej konwekcji, gdzie będzie ono lżejsze niż otoczenie. Mechanizmem tym jest zazwyczaj ogrzewanie słoneczne, konwergencja lub bariera orograficzna. Wówczas parcela wznoszącego się powietrza po osiągnięciu poziomu swobodnej konwekcji będzie cieplejsza od otoczenia i lżejsza, co umożliwi jej dalsze unoszenie. Nasycenie powietrza parą wodną umożliwi rozpoczęcie kondensacji i rozwój chmur, a duża wilgotność bezwzględna powietrza przyczyni się do wydzielania znacznych ilości ciepła utajonego w czasie kondensacji. Ciepło utajone ogrzewa unoszące się powietrze, przez co stygnie ono wolniej niż otoczenie i staje się jeszcze bardziej „wyporne”. Cały ten proces przyczynia się do powstawania chmur burzowych typu cumulonimbus.

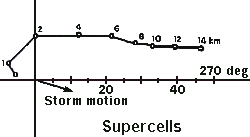
Wykres pionowego profilu wiatru ukazujący kierunek i prędkość wiatru na różnych wysokościach. Tego typu postać wykresu obrazuje środowisko sprzyjające tworzeniu się superkomórek burzowych

### Krytyczny element niezbędny do rozwoju superkomórek
Oprócz warunków sprzyjających rozwojowi burz do powstania superkomórek potrzebny jest dodatkowy czynnik: duże zmiany prędkości i kierunku wiatru w troposferze wraz z wysokością. Umożliwiają one zaistnienie ścisłej organizacji prądów powietrza w strukturze chmury burzowej i utworzenie się superkomórki. Nie ma żadnej granicznej wartości, ale uważa się, że różnica prędkości wiatru powyżej 20–25 m/s (40–50 węzłów) na wysokości od 0 do 6 km daje szanse na rozwój tego typu chmur. Do zilustrowania zmian kierunku i prędkości wiatru dobrze nadają się wykresy obrazujące pionowy profil wiatru – hodograf (ang. hodograph). Ze względu na większą ilość warunków, które muszą być spełnione, by powstała superkomórka burzowa, chmury tego typu występują rzadko w porównaniu do zwykłych komórek burzowych. Jednak ich ścisła wewnętrzna organizacja pozwalająca na dłuższy rozwój i nawet wielogodzinne istnienie powodują, że niemal każda superkomórka przynosi gwałtowne zjawiska pogodowe (grad, porywy wiatru lub tornada).

## Rozwój mezocyklonu i powstanie superkomórki
Na skutek różnicy w prędkości i kierunku wiatru na różnych wysokościach masy powietrza w przyszłej superkomórce zaczynają wirować w osi poziomej. Jeśli prąd wstępujący powietrza w rozwijającej się chmurze burzowej jest wystarczająco silny, to odchyla on poziomy wir powietrza w kierunku pionowym. W ten sposób unoszące się powietrze jest wprawiane w ruch wirowy i powstaje mezocyklon (proces przedstawiony na rysunku).
Na skutek dużych różnic w prędkości i kierunku wiatru wraz z wysokością oraz silnych wiatrów w środkowych i górnych rejonach troposfery prąd wstępujący i zstępujący są odseparowane od siebie. Dzięki temu chmura może istnieć o wiele dłużej od zwykłej komórki burzowej, ponieważ wciąż dostarczana jest do niej energia z prądu wznoszącego, który nie jest „gaszony” przez prąd zstępujący i opady. Notowano przypadki, gdzie superkomórka przemierzała odległości ponad 1000 km i istniała przez kilkanaście godzin. W tego typu chmurach prąd wznoszący jest tak silny (wzmocniony dodatkowo rotacją), że szczyt chmury może 'przebić się' przez tropopauzę i osiągać wysokość kilkunastu kilometrów (dokładna wysokość zależy od wysokości tropopauzy, czyli przede wszystkim od szerokości geograficznej). Widoczne jest to jako tzw. overshooting top.

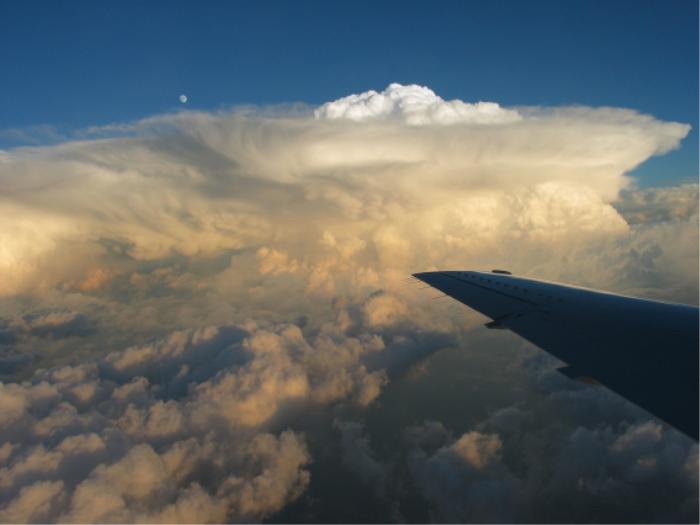
Wypiętrzenia przebijające się ponad kowadło w superkomórce (overshooting top)

## Obserwacje superkomórek

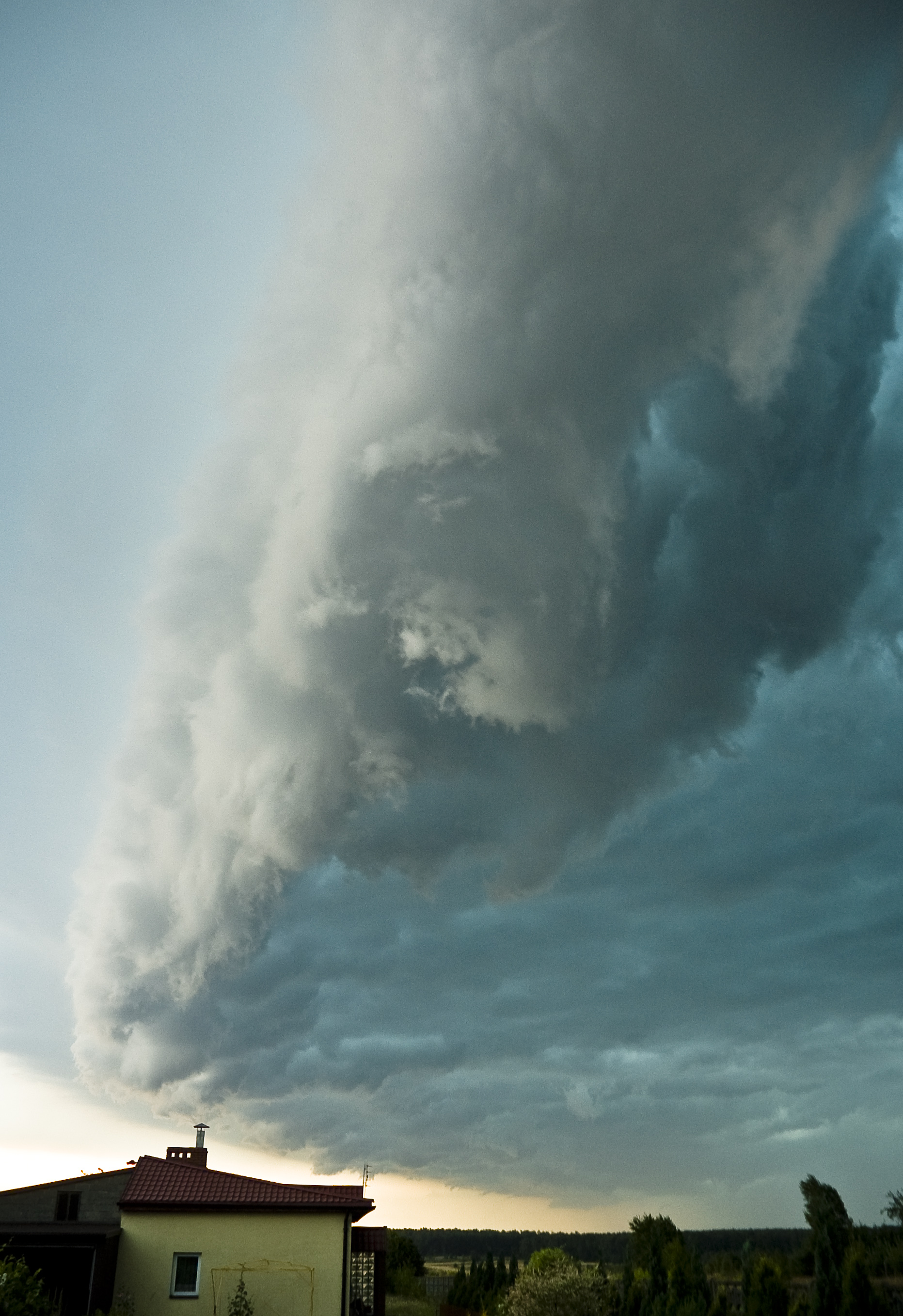
Wał szkwałowy (arcus) w nadchodzącej superkomórce burzowej

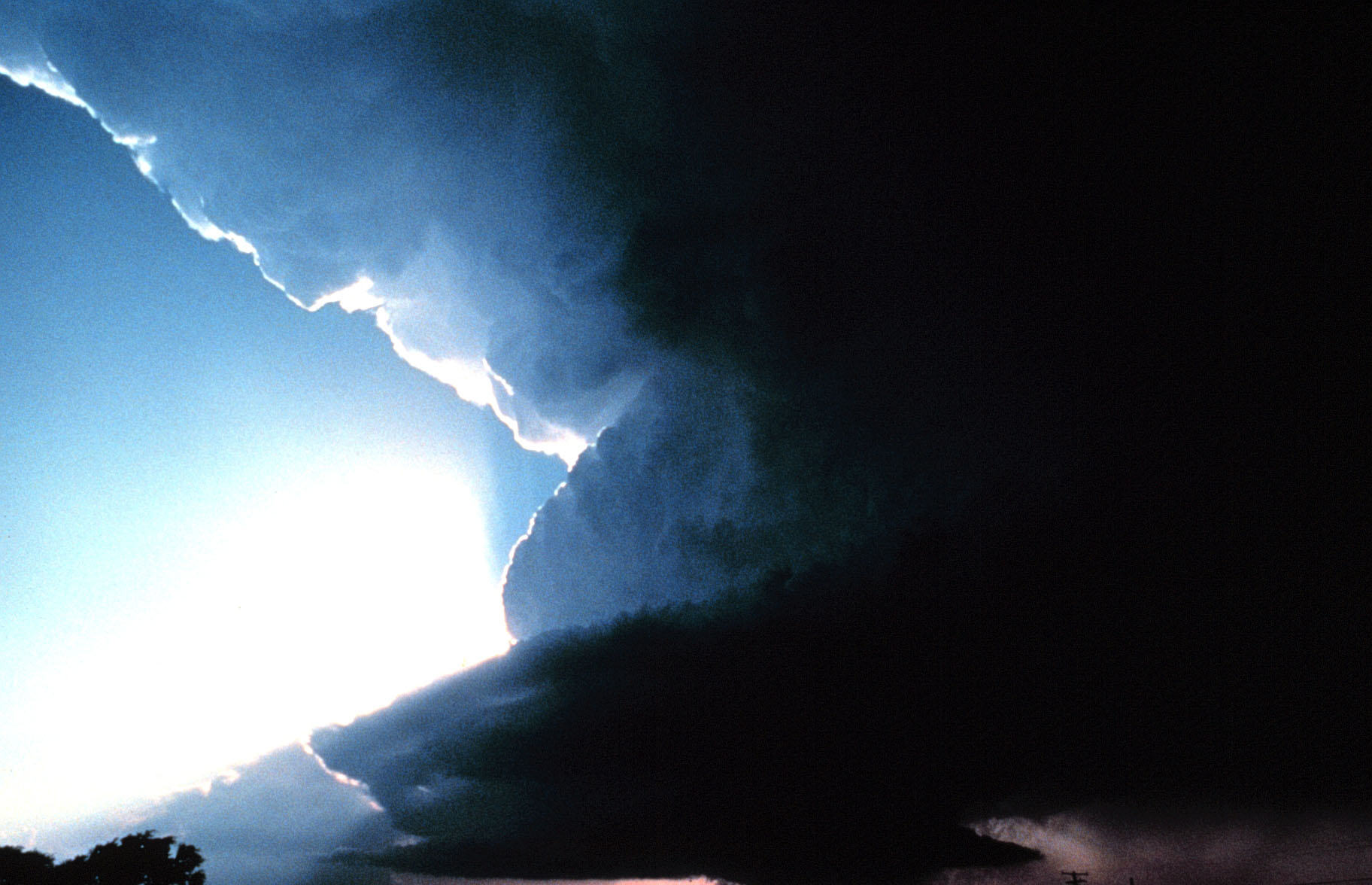
Superkomórka, widać skręcony kształt mezocyklonu

Superkomórki mają dobrze ukształtowane i „gęste” kowadło burzowe oraz mogą mieć „kalafiorowate” wypiętrzenia przebijające się ponad kowadło i przyjmujące kształt kopuły (tzw. overshooting top). Dobrze ukształtowane kowadło i długo utrzymująca się kopuła świadczy o bardzo silnym prądzie wznoszącym burzy. Dodatkowo, często można zaobserwować, że kowadło „wyprzedza” chmurę w pewnym kierunku (na półkuli północnej zwykle w kierunku wschodnim lub północno-wschodnim). Świadczy to o obecności silniejszych wiatrów w wyższych rejonach atmosfery, które to wiatry pozwalają na odseparowanie prądu wznoszącego od zstępującego. Zazwyczaj na południowym zachodzie chmury można zaobserwować linię wypiętrzających się cumulusów (ang. flanking line). Jeśli dzień jest pogodny, to można zauważyć zanik innych chmur kłębiastych w okolicy. Świadczy to o lokalnej dominacji prądu wznoszącego superkomórki, który czerpie energię z powietrza w okolicznych terenach. Z mniejszej odległości może być widoczny „skręcony” kształt chmury, świadczący o obecności wewnątrzchmurowej rotacji. Widoczne mogą być również poziome prążki chmur (ang. striations lub cloud bands) owijające się wokół głównego wypiętrzenia burzy na średniej wysokości. Poniżej kowadła mogą występować chmurowe dolne wypukłości – mamma („chmury mammatus”). Jeśli chmura zmierza w kierunku obserwatora, to na przedniej krawędzi burzy może być widoczne czoło niskich chmur uformowane w płaski wał, zwany szkwałowym. Jego obecność może świadczyć o szybkim pojawieniu się gwałtownych porywów wiatru (szkwał) związanych z prądem zstępującym w przedniej części burzy.
Z bliska można zauważyć optycznie wolną od opadów podstawę chmury na południowym zachodzie. Jeśli w tym rejonie pojawia się chmura stropowa, która dodatkowo przez dłuższy czas wykazuje rotację i pionowe „skoki”, to ryzyko wystąpienia tornada znacznie wzrasta.

## Rotacja powietrza w superkomórkach
Superkomórki burzowe możemy podzielić na dwie grupy:
- te, które poruszają się na prawo od średniego wiatru i posiadają mezocyklon wirujący przeciwnie do ruchu wskazówek zegara (tzw. right movers).
- te, które poruszają się na lewo od średniego wiatru i posiadają mezocyklon wirujący zgodnie z ruchem wskazówek zegara (tzw. left movers).

Kierunek obrotu powietrza w mezocyklonie zależy od kształtu wykresu pionowego profilu wiatru. Jeśli przybliża on linię prostą, to wówczas pierwotna komórka burzowa może się podzielić na dwie superkomórki (right mover oraz left mover). Natomiast w przypadku, gdy jest on wypukły (tak jak na wcześniejszym rysunku — najczęstsza sytuacja na półkuli północnej) — to takie warunki faworyzują rozwój superkomórki typu right mover. Wklęsłe profile pionowego wiatru sprzyjają tworzeniu się superkomórek typu left mover (powszechna sytuacja na półkuli południowej). Właśnie pionowe profile wiatru są główną przyczyną cyklonalnej natury obrotu superkomórek. Efekt Coriolisa ma w tym przypadku drugorzędne znaczenie.

## Cechy superkomórki
Przedstawiony jest tutaj opis cech charakterystycznych superkomórki wraz z wyjaśnieniem oznaczeń z rysunku.

Szkic superkomórki wraz z jej cechami

- Przebijający się wierzchołek chmury (Overshooting top)

Najwyżej zlokalizowane wypiętrzenia chmury przebijają się ponad kowadło (anvil) chmury nawet do dolnych rejonów stratosfery. To efekt bardzo silnego prądu wznoszącego.
- Podstawa chmury wolna od opadów (Precipitation-free base)

Ulokowana jest bezpośrednio pod głównym prądem wznoszącym. Jest ona obszarem napływu powietrza do prądu wznoszącego chmury. Podczas gdy obserwator może nie widzieć występujących tam opadów, to jednak mogą zdarzyć się w tej strefie silne gradobicia i ulewy.
- Chmura stropowa (Wall cloud)

Chmura ta pojawia się na styku prądów wznoszących i zstępujących. Pojawia się ona, kiedy ochłodzone deszczem powietrze z prądu zstępującego dostanie się do prądu wznoszącego. Chłodne, wilgotne powietrze tworzy wówczas chmurę, która zdaje się 'zwisać' z podstawy chmury w strefie wolnej od opadów. Ten rodzaj chmur nie występuje wyłącznie w superkomórkach i tylko część z nich może oznaczać nadchodzące tornado. Jeśli chmura stropowa utrzymuje się przez dłuższy czas i wiruje, to sygnał ostrzegawczy o tym, że tornado może pojawić się wkrótce.
- Chmury mamma (Mammatus clouds)

Chmury w kształcie wymion, które pojawiają się na spodzie kowadła w chmurze burzowej tworząc wybrzuszenia. Pojawiają się one, gdy chłodne powietrze z kowadła zanurza się w cieplejszym powietrzu poniżej.
- Strefa opadów (Precipitation)

Strefa najsilniejszego opadu. Występuje zazwyczaj poniżej wału szkwałowego (shelf cloud).
- Linia oskrzydlająca (Flanking line)

Linia mniejszych chmur cumulonimbus i cumulus, które tworzą się we wznoszącym, ciepłym powietrzu, które jest zasysane przez główny prąd wznoszący.

## Sygnatury radarowe superkomórek[10]

Odbicie radarowe superkomórki

- Echo radarowe w kształcie haka (ang. hook echo)

To obszar styku głównego prądu wznoszącego i prądu zstępującego RFD. Określa ono pozycję mezocyklonu oraz ewentualnego tornada.
- Ograniczony obszar słabego echa radarowego (ang. Bounded weak echo region lub BWER)

Region słabszego odbicia radarowego ograniczony od góry przez obszar silniejszego echa radaru. Oznacza on obecność silnego prądu wznoszącego. Dostrzeżenie tego zjawiska podczas terenowej obserwacji superkomórki nie jest możliwe. 
- Wcięcie napływowe (ang. Inflow notch)

Wcięcie ze słabszym odbiciem radarowym występujące w superkomórce po stronie napływającego powietrza.
- Wcięcie V (ang. V Notch)

Wcięcie na echu radarowym w kształcie litery V występujące na przedniej krawędzi superkomórki. Oznacza ono rozbieżność przepływu powietrza wokół silnego prądu wznoszącego.

## Odmiany superkomórek
Superkomórki są czasem klasyfikowane przez meteorologów na trzy kategorie. Jednak nie wszystkie z nich da się zaklasyfikować do któregoś z tych trzech rodzajów, a ponadto wiele z nich w czasie swego istnienia przypomina chmurę z dwóch lub każdej z tych kategorii.

### Superkomórki klasyczne
Klasyczna odmiana superkomórki. Reprezentują one największe zagrożenie tornadami i posiadają wyraźną strefę opadu (słaby deszcz przechodzi w silną ulewę i grad).

### Superkomórki HP (z silnym opadem)
Przynoszą gwałtowną ulewę. Mogą przez to się zdarzać podtopienia a nawet powodzie oraz słabsze i czasem silniejsze tornada. Istnieje tu najmniejsze ryzyko wystąpienia gradu, ale padający obficie deszcz może uniemożliwiać zauważenie nadchodzącego tornada. Obserwatorzy zanotowali, że tego typu chmury generują najwięcej wyładowań atmosferycznych: zarówno międzychmurowych, jak i doziemnych.

### Superkomórki LP (ze słabym opadem)
W przeciwieństwie do kategorii HP i kategorii klasycznej te superkomórki odznaczają się stosunkowo niewielką strefą opadu. W związku z tym, że przebywają w strefie suchszego powietrza, to generują mniej deszczu i są węższe niż superkomórki klasyczne i HP. Jednak mogą one zaskoczyć gruboziarnistym, choć rzadkim gradem. Dość rzadkie tornada w tych chmurach są jednak widoczne z daleka, przez co są pożądane przez łowców burz. Te chmury istnieją krócej, o ile nie wkroczą w strefę wilgotniejszego powietrza (co może je przemienić w superkomórki HP i klasyczne).

## Minisuperkomórki
Istnieje jeszcze jedna odmiana burz, którą meteorologowie zaliczają do superkomórek. Chmury te zostały nazwane minisuperkomórkami (ang. mini-supercell). Wykazują one wszystkie cechy superkomórek, ale charakteryzują się mniejszym rozmiarem w stosunku do omówionych dotychczas rodzajów. Są one mniejsze obszarowo i wypiętrzają się do mniejszej wysokości. Podobnie jak w superkomórkach klasycznych, HP i LP, do ich powstawania potrzebne są duże zmiany prędkości i kierunku wiatru wraz z wysokością. Lecz środowiska ich powstania charakteryzuje niższy poziom równowagi i niezbyt wysokie wartości CAPE w porównaniu z większymi odmianami superkomórek.

## Literatura
- Structure and Dynamics of Supercell Thunderstorms – NWS
- University of Illinois World Weather Project
- Weather Glossary for Storm Spotters – NWS
- Lemon, Leslie R. (1998): On the Mesocyclone "Dry Intrusion" and Tornadogenesis
- Lemon, Leslie R., Charles A. Doswell III (1979): "Severe Thunderstorm Evolution and Mesocyclone Structure as Related to Tornadogenesis". Monthly Weather Review Vol. 107, No. 9, pp. 1184-1197.
- Browning, K.A. and Ludlam, F.H. (1962): "Airflow In Convective Storms", Quarterly Journal of the Royal Meteorological Society 88, 117-135. (PDF)